# Ваштер, Йоанн
Йоанн Ваштер (фр. Yoann Wachter; 7 апреля 1992, Курбевуа, Франция) — габонский футболист, полузащитник сборной Габона.
Ваштер родился во Франции в семье габонца и гваделупки.

## Клубная карьера
Ваштер — воспитанник клубов «Страсбур» и «Лорьян». 10 августа 2014 года в матче против «Монако» он дебютировал в Лиге 1 в составе последнего. Летом 2015 года Йоанн перешёл в «Седан» на правах аренды. 14 августа в матче против «Люкона» он дебютировал за новую команду. В 2016 году «Седан» продлил аренду Ваштера.

## Международная карьера
В 2016 году Ваштер получил вызов в сборную Габона и принял решение выступать за команду своей исторической родине. 15 ноября в товарищеском матче против сборной Комор он дебютировал за сборную Габона, сыграв со счётом 1:1. В 2017 году Йоанн принял участие в домашнем Кубке африканских наций. На турнире он сыграл в матче против сборной Камеруна.